# Raphael Meir Panigel
Raphael Meir ben Yehuda Panigel (em hebraico: רפאל מאיר פאניז'ל) foi o Rabino Chefe Sefardita de Jerusalém, no Império Otomano, entre 1880 e 1893.
Panigel nasceu em 1804 em Pazardzhik, Bulgaria, mas imigrou com sua família para a terra de Israel ainda em sua infância. Na época, ambos os territórios pertenciam ao Império Otomano. Em 1828 e 1863, Panigel foi emissário de Jerusalém em países norte-africanos, em ambas ocasiões permanecendo lá por alguns anos. Em 1845 ele viajou para a Itália como emissário de Hebrom e foi recebido com grande respeito no Vaticano pelo Papa Gregório XVI, o inspirando a proteger as comunidades judaicas nas terras cristãs. Em 1880 ele se tornou rishon le-Zion, e em 1890 as autoridades Otomanas o nomearam hacham bashi (líder da comunidade judaica da Palestina). Ele era tido com grande estima por todas as comunidades e autoridades. Ele foi o autor de Lev Marpe (1887), uma novela talmúdica com dissertações e homilias. Em 1893, ano de sua morte, foi sucedido por seu genro, Yaakov Shaul Elyashar.
Eliezer Ben-Yehuda, o "pai do hebraico moderno", descrevia o Rabino Panigel como um homem de santidade "eletrizante", tal qual os patriarcas bíblicos.

## Milagres na Tunísia
Em 1863, Panigel partiu em uma missão para Marrocos e Tunísia, onde ficou conhecido como um homem exemplar, tendo até mesmo ganhado a reputação de "santo milagreiro". Era um ano de seca e fome na região. Chegando na Tunísia, os rabinos do local recorreram a ele para orar esperando chuva, e enquanto ele orava, o céu escureceu e começou a chover. O governador de Tunes, como reconhecimento, deu-lhe roupas bordadas como era costume dos ministros tunisianos.
Em outro famoso incidente na Tunísia, um leão escapou do zoológico da cidade e estava aterrorizando os moradores. O próprio Rabino Panigel capturou o leão e, ao ser perguntado como ele fez isso, respondeu: "aquele que é justo e teme a D'us não precisa temer mais nada".

## Visita ao Vaticano
Em 1845, o Rabino Panigel fez uma viagem como emissário de Hebrom para a Itália, com a missão de conciliar comunidades judaicas italianas que estavam divididas. Cumprindo sua missão, isso chegou aos ouvidos do Papa Gregório XVI, que foi pessoalmente ao encontro de Panigel e o convidou a conhecer a Biblioteca Apostólica e outras relíquias do Vaticano.